# Пей-Сара (Центральний бахш, шагрестан Талеш)
Пей-Сара (перс. پي سرا) — село в Ірані, у дегестані Сахелі-є-Джукандан, у Центральному бахші, шагрестані Талеш остану Ґілян. За даними перепису 2006 року, його населення становило 931 особу, що проживали у складі 196 сімей.

## Клімат
Середня річна температура становить 13,36°C, середня максимальна – 27,20°C, а середня мінімальна – -0,49°C. Середня річна кількість опадів – 725 мм.
| Клімат поселення                              | Клімат поселення | Клімат поселення | Клімат поселення | Клімат поселення | Клімат поселення | Клімат поселення | Клімат поселення | Клімат поселення | Клімат поселення | Клімат поселення | Клімат поселення | Клімат поселення | Клімат поселення |
| Показник                                      | Січ.             | Лют.             | Бер.             | Квіт.            | Трав.            | Черв.            | Лип.             | Серп.            | Вер.             | Жовт.            | Лист.            | Груд.            |                  |
| Середній максимум, °C                         | 10,41            | 10,19            | 11,94            | 16,47            | 20,27            | 25,16            | 27,20            | 26,98            | 22,23            | 19,53            | 14,98            | 11,37            |                  |
| Середня температура, °C                       | 5,06             | 4,85             | 6,59             | 11,13            | 14,92            | 19,81            | 23,15            | 22,89            | 18,18            | 15,47            | 10,92            | 7,31             |                  |
| Середній мінімум, °C                          | −0,28            | −0,49            | 1,25             | 5,79             | 9,58             | 14,46            | 19,08            | 18,86            | 14,11            | 11,40            | 6,86             | 3,23             |                  |
| Норма опадів, мм                              | 61               | 56               | 67               | 58               | 46               | 28               | 12               | 31               | 77               | 121              | 84               | 84               |                  |
| Середньомісячна швидкість вітру, м/с          | 2.21             | 2.41             | 2.40             | 2.43             | 2.30             | 2.27             | 2.62             | 2.34             | 2.06             | 2.00             | 2.13             | 2.00             |                  |
| Середньомісячна сонячна радіація, кДж/м²·день | 6805             | 9154             | 11293            | 15783            | 19626            | 22250            | 23453            | 19850            | 16013            | 10852            | 8320             | 6377             |                  |
| --------------------------------------------- | ---------------- | ---------------- | ---------------- | ---------------- | ---------------- | ---------------- | ---------------- | ---------------- | ---------------- | ---------------- | ---------------- | ---------------- | ---------------- |
| Джерело:                                      |                  |                  |                  |                  |                  |                  |                  |                  |                  |                  |                  |                  |                  |